# Chatnihal, Hungund
Chatnihal là một làng thuộc tehsil Hungund, huyện Bagalkot, bang Karnataka, Ấn Độ.